# أليفاسبت
أليفاسبت (بالإنجليزية: Alefacept)‏ هو دواء يُستعمل في علاج:
- تبثر طرفي[5]